# Gateway Real Estate
Die Gateway Real Estate AG (zuvor Hamburgische Immobilien und Energie Invest AG (HAG)) ist eine deutsche börsennotierte Immobilienaktiengesellschaft mit Fokus auf den Wohnimmobilienmarkt in Deutschland. Gateway Real Estate ist im Regulierten Markt im Segment Prime Standard notiert. Die Firma hat sich auf die deutschlandweite Entwicklung von Wohnquartieren in Holzbauweise spezialisiert.

## Geschichte
Gegründet wurde das Unternehmen im Jahr 2006. Im April 2019 platzierte das Unternehmen im Rahmen einer Kapitalerhöhung rund 16,9 Mio. neue Aktien bei institutionellen Anlegern. Im Zuge der Kapitalerhöhung und Umplatzierungen in Höhe von ca. 180 Mio. EUR stieg Gateway in den Prime Standard der Frankfurter Wertpapierbörse auf.

## Unternehmen
2021 erreichte der Konzern eine Bilanzsumme von 1,384 Mrd. Euro (Eigenkapitalquote liegt bei 15,4 Prozent) und eine Gesamtleistung von 171.423.000 Euro.
Hauptaktionäre der Gesellschaft sind die Familie Ketterer (78,65 %), Yannick Patrick Heller (10,31 %) und das Versorgungswerk der Zahnärztekammer Nordrhein (3,03 %). 7,86 % der Aktien befinden sich im Streubesitz.
Zu den Tochtergesellschaften gehören die Gateway Verwaltungsgesellschaft mbH, die Hanseatische Immobilien Boerse HIB GmbH, die ABK Wohnraum GmbH & Co KG, die Gateway Erste GmbH und die Gateway Zweite GmbH.

## Geschäft
Im Mittelpunkt der Aktivitäten steht die deutschlandweite Entwicklung von Wohnquartieren in Holzbauweise vorwiegend in großen Städten. Kerngeschäft des im CDAX gelisteten Unternehmens mit Sitz in Berlin ist der Mietwohnungsbau für institutionelle Investoren und für den eigenen Bestand. Dementsprechend werden die Segmente „Bestandsimmobilien“ und „Wohnimmobilienentwicklung“ ausgebaut. Bis 2020 war die AG auch im Bereich Gewerbeprojektentwicklungen tätig.